# Ädelgas
Ädelgaser är grundämnena i grupp 18 i det periodiska systemet. Dessa grundämnen kännetecknas dels av att de är icke-metaller som ogärna reagerar i kemiska reaktioner, men även för att de alla är i gasform vid standardtryck och -temperatur. De fem ädelgaser som har stabila isotoper är helium (He), neon (Ne), argon (Ar), krypton (Kr) och xenon (Xe). Ädelgasen radon (Rn) är radioaktiv och på grund av detta har den studerats mindre än de första fem medlemmarna i gruppen. En syntetisk medlem av gruppen, oganesson (Og), har också upptäckts, men mycket lite är känt om dess egenskaper på grund av dess korta halveringstid.
Kemiskt sett är ädelgaserna stabila, detta på grund av att de har maximalt antal valenselektroner i sitt yttersta elektronskal, vilket i sin tur leder till att de extremt sällan reagerar med andra ämnen. Under standardtryck och -temperatur är de luktlösa, färglösa, enatomiska gaser. Ädelgasernas smält- och kokpunkter ligger mycket nära varandra, alla inom ett intervall på 10 °C där de är flytande. Då ädelgaserna påvisar extremt låg kemisk reaktivitet, finns därför endast ett par hundra kända ädelgasföreningar, betydligt färre än för andra grundämnen. 
Neon, argon, krypton och xenon utvinns från luften genom gaskondensering och fraktionerad destillation. Helium framställs oftast från oljekällor, och radon isoleras vanligtvis från radioaktiv sönderdelning av lösta radiumföreningar.
Ädelgaser har många industriellt viktiga funktioner som belysning, svetsning och rymdutforskning. Helium används ofta inom dykning, där det ersätter en del av luftblandningen. Helium har även fått ersätta vätgas i luftskepp och ballonger, då det blev uppenbart att vätgas utgör en stor brandrisk. 

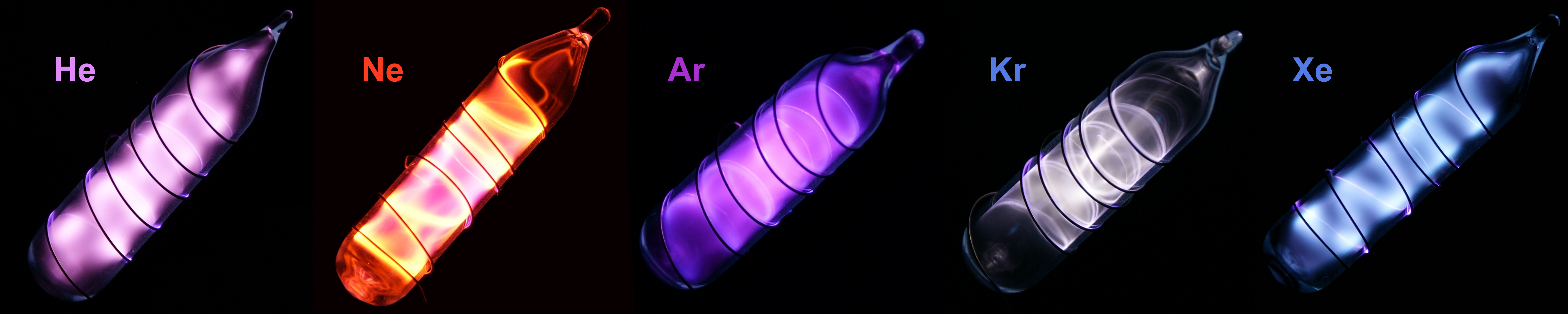
Ädelgaser under lågt tryck i glasbehållare.

## Historia
Ordet "ädelgas" kommer från det tyska substantivet Edelgas, som användes för första gången 1898 av Hugo Erdmann. "Ädel" syftar till den extremt låga reaktiviteten hos grundämnena i grupp 18 i det periodiska systemet påvisade under standardtryck och -temperatur, på samma vis som ädelmetaller också reagerar mycket lite med sin omgivning. 
Ädelgaserna har även kallats för "inerta gaser", men detta är en felaktig benämning då alla naturliga ädelgaser kan delta i kemiska reaktioner under rätt förhållanden. "Ovanliga gaser" är en annan term som använts, men även denna är felaktig då argon utgör en betydande del  (0,94% efter volym, 1,3% efter massa) av jordens atmosfär

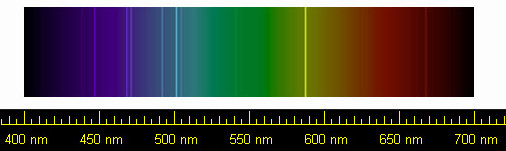
Helium upptäcktes ursprungligen i solen tack vare sina karaktäristiska spektrallinjer.

Pierre Janssen och Joseph Norman Lockyer var 18 augusti 1868 de första att upptäcka en ädelgas då de studerade solens kromosfär. De gav gasen namnet helium efter det grekiska ordet för solen, Helios (ἥλιος) Redan 1784 hade emellertid den engelska kemisten och fysikern Henry Cavendish upptäckt att luft innehöll en liten mängd av ett ämne som var mindre reaktivt än kväve. Ett århundrade senare, 1895, upptäckte Lord Rayleigh att kväveprover från luften hade en annan densitet än det kväve som framställts genom kemiska reaktioner. Tillsammans med forskaren William Ramsay la Lord Rayleigh fram en teori om att det kväve som togs fram ur luften var blandat med ytterligare en gas, vilket bekräftades med ett experiment i vilket ett nytt grundämne, argon, lyckades isoleras. Namnet fick argon från det grekiska ordet för "inaktiv" (αργό(ν)). Med denna upptäckt insåg man att en hel klass med gaser saknades i det periodiska systemet. Under sökandet efter argon hade Ramsay även lyckats isolera helium för första gången då han hettade upp mineralen cleveit. 1902 inkluderade Dmitrij Mendelejev grundämnena helium och argon i grupp 0 i sin schematiska uppdelning av grundämnena, vilket senare blev det periodiska systemet.
Ramsay fortsatte att leta efter dessa gaser med hjälp av fraktionerad destillation, för att på så vis separera de olika komponenterna i flytande luft. 1898 upptäckte han grundämnena krypton, neon och xenon, och han namngav dessa efter de grekiska orden κρυπτός (kryptos, dold), νέος (neos, ny) och ξένος (xenos, främling). Radon upptäcktes 1898 av Friedrich Ernst Dorn och fick namnet "radium emanation", men den ansågs inte vara en ädelgas förrän 1904, då man upptäckte att grundämnet liknade de andra ädelgaserna. Rayleigh och Ramsay fick 1904 Nobelpriset i fysik respektive i kemi, för sina upptäckter av ädelgaserna. J. E. Cederblom, dåvarande ordförande i Kungliga Vetenskapsakademien, gav motiveringen; "upptäckten av en helt ny grupp av grundämnen, av vilken ingen medlem tidigare varit känd, är något verkligt unikt i kemins historia och ett framsteg av hög betydelse inom vetenskapen".
Upptäckten av ädelgaserna hjälpte till att utveckla en grundläggande förståelse av atomstrukturen. 1895 försökte den franske kemisten Henri Moissan få till en reaktion mellan fluor, det mest elektronegativa grundämnet, och argon, en av ädelgaserna. Han misslyckades emellertid med detta och inte förrän i slutet av 1900-talet lyckades man bilda en kemisk förening innehållande argon, dessa försök hjälp dock till att utveckla nya teorier för atomstrukturen. Med utgångspunkt i dessa experiment föreslog den danska fysikern Niels Bohr 1913 att atomernas elektroner var ordnade i skal som omgärdade atomkärnan och att alla ädelgaser förutom helium hade ett yttersta skal innehållande åtta elektroner. 1916 skapade Gilbert N. Lewis den så kallade oktettregeln, som slöt sig till att en oktett av elektroner var det mest stabila arrangemanget för en atom; detta gjorde att atomen ogärna reagerade med andra grundämnen då den inte behövde några fler elektroner för att fylla sitt yttre skal.
Inte förrän 1962 upptäckte Neil Bartlett den första kemiska föreningen med en ädelgas, xenonhexafluorplatinat. Föreningar med andra ädelgaser upptäcktes kort därpå; 1962 för radon, radonfluorid, och 1963 för krypton, kryptondifluorid (KrF2). Den första stabila föreningen med argon upptäcktes inte förrän 2000 då argonfluorhydrid (HArF) bildades vid temperaturen 40 K (−233 °C).
I december 1998 bombarderade en grupp forskare vid Joint Institute for Nuclear Research i Dubna, Ryssland plutonium (Pu) med kalcium (Ca) för att skapa en atom av grundämne 114, som senare fick namnet flerovium (Fl). Tidiga kemiska experiment har påvisat att grundämnet kan vara den första transuranen att ha egenskaper liknande de hos ädelgaserna, detta trots att det tillhör grupp 14 i det periodiska systemet. I oktober 2006 lyckades forskare vid Joint Institute for Nuclear Research och Lawrence Livermore National Laboratory att framställa den första atomen av oganesson (Og), det sjunde grundämnet i grupp 18, genom att bombardera californium (Cf) med kalcium (Ca).

## Kemiska egenskaper

Neon har, likt alla ädelgaser, ett fullt valensskal. Ädelgaser har åtta elektroner i det yttersta skalet, förutom helium som endast har två.

Ädelgaser utgör tillsammans grupp 18 i det periodiska systemet. De grundämnen som bekräftats höra till den här gruppen är helium (He), neon (Ne), argon (Ar), krypton (Kr), xenon (Xe) och radon (Rn). Dessa grundämnen är färg-, lukt- och smaklösa, och svårantändliga under normala förhållanden. Gruppen kallades tidigare för grupp 0 då man trodde att dessa ämnen saknade valenselektroner, vilket skulle innebära att atomerna inte kunde bilda kemiska föreningar. Senare upptäckte man emellertid att även ädelgaserna kunde bilda föreningar och benämningen slutade användas. Väldigt lite är idag känt om ädelgasernas senaste medlem, oganesson (Og).
Ädelgaserna har fulla yttre elektronskal (valensskal). Valenselektroner är de yttersta elektronerna i en atom och är normalt sett de enda som är delaktiga i kemiska bindningar. Atomer med fulla valensskal är extremt stabila och bildar därför väldigt sällan kemiska föreningar och de har även väldigt svårt att ta till sig eller förlora elektroner. På grund av den svagare elektromagnetiska kraften hos tyngre ädelgaser kan elektroner avlägsnas lättare från t.ex. en radon-atom än från en lättare helium-atom.
Tack vare att ädelgaserna har ett fullt yttre skal kan de användas tillsammans med teckensystemet för elektronkonfiguration för att bilda ett "ädelgassystem". För att göra detta skrivs den närmsta ädelgasen som kommer före grundämnet i fråga först och sedan elektronkonfigurationen därifrån. Exempelvis är det klassiska elektronkonfigurationssystemet för kol 1s²2s²2p² och ädelgassystemet [He]2s²2p². Detta teckensystem gör det enklare att identifiera grundämnen samtidigt som det är kortare att skriva än det fullständiga atomorbitalerna.
På grund av det fulla valensskalet i argon används gasen i glödlampor för att förhindra syretillförsel och för att strömmen i lampan inte ska bilda gnistor.